# Indosasa
Indosasa McClure é um género botânico pertencente à família Poaceae.